# ميخائيل غريفين (ساحر استعراضي)
ميخائيل غريفين (بالإنجليزية: Michael Griffin)‏ هو ساحر استعراضي أمريكي، ولد في 10 أبريل 1961 في ليكسينغتون في الولايات المتحدة.

## وصلات خارجية
- ميخائيل غريفين على موقع IMDb (الإنجليزية)